# Narthex

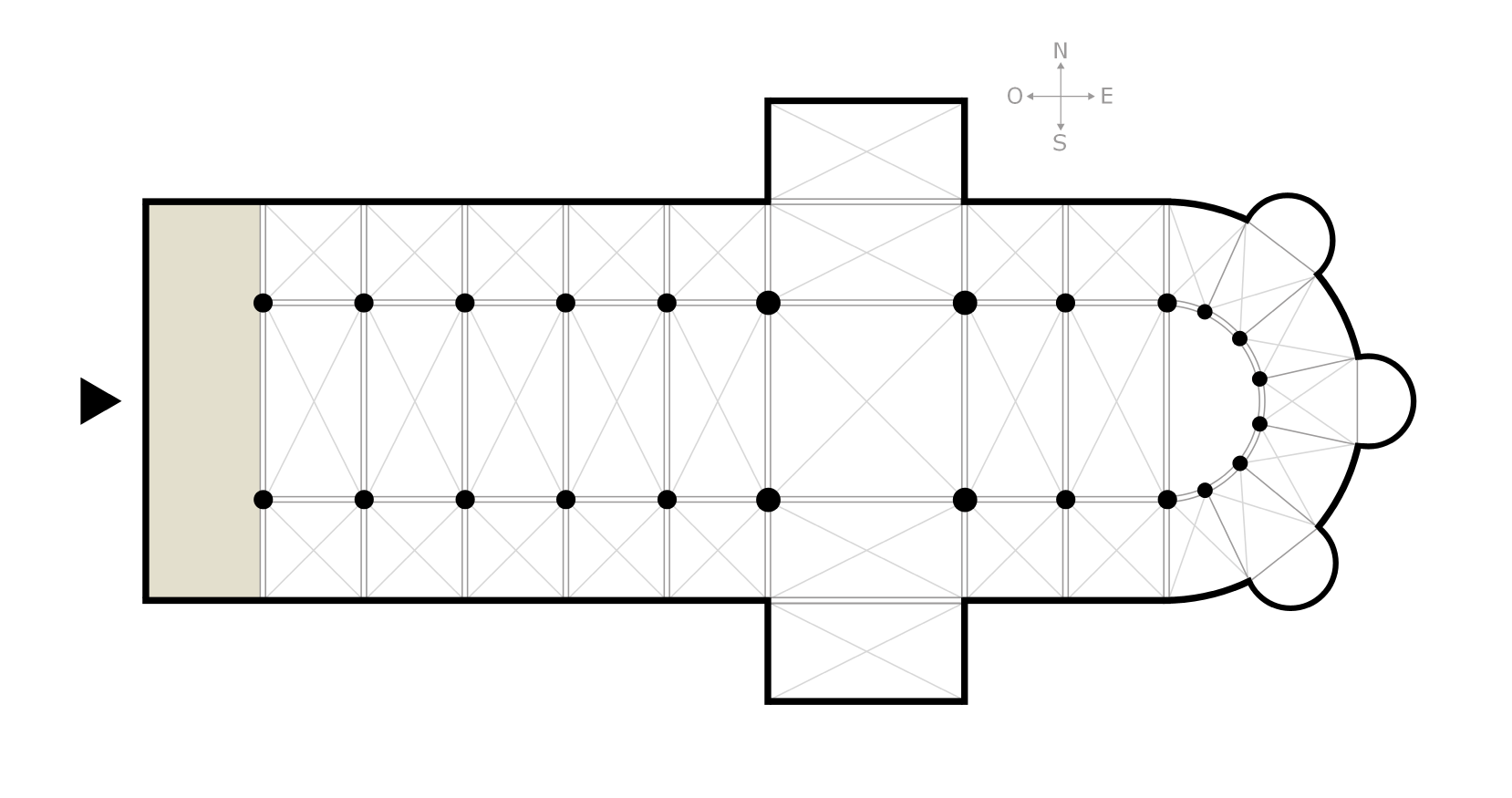
Plan över en västerländsk katedral, med sitt narthex markerat i grått.

Narthex, även antekyrka (från latinets ante, som betyder före; alltså för-kyrka), är en förhall till en kyrka, i regel tvärställd som ett galleri utmed ingångssidans hela bredd. Är förhallen inbyggd i kyrkan benämns den narthex, men består den av en utbyggnad används benämningen antekyrka. Dock är de två termerna till största delen utbytbara. Inom den bysantinska kyrkoarkitekturen benämndes en förhall belägen innanför fasaden esonarthex, medan en utbyggd förhall benämndes exonarthex.
Arrangemanget går tillbaka till den fornkristna kyrkan, där narthex var reserverad för katekumenerna, som inte fick träda in i själva kyrkorummet.